# Vienna Snooker Open
Vienna Snooker Open — turniej snookera odbywający się w Wiedniu w klubie 15 Reds Köö Wien Snooker Club. Biorą w nim udział zarówno amatorzy jak i zawodowcy (pro-am).
Turniej odbył się po raz pierwszy w 2010 roku. Kolejna edycja odbyła się w 2012. Mark King i Peter Ebdon wygrali turniej dwukrotnie.

## Zwycięzcy
| Rok  | Zwycięzca             | Finalista      | Wynik | Sezon   |
| ---- | --------------------- | -------------- | ----- | ------- |
| 2010 | Stephen Lee           | Bjorn Haneveer | 5–4   | 2010/11 |
| 2012 | Simon Bedford         | Jamie Jones    | 5–2   | 2012/13 |
| 2013 | Mark King             | Craig Steadman | 5–0   | 2013/14 |
| 2014 | Mark King             | Nigel Bond     | 5–2   | 2014/15 |
| 2015 | Peter Ebdon           | Mark King      | 5–3   | 2015/16 |
| 2016 | Peter Ebdon           | Mark Davis     | 5–1   | 2016/17 |
| 2017 | David Grace           | Nigel Bond     | 5–2   | 2017/18 |
| 2018 | Michael Georgiou      | Ross Muir      | 5–4   | 2018/19 |
| 2019 | Mark Joyce            | Mark King      | 5–4   | 2019/20 |
| 2023 | Florian Nüßle         | Lukas Kleckers | 5–0   | 2023/24 |
| 2024 | Alexander Ursenbacher | Craig Steadman | 5–4   | 2024/25 |